# San Lorenzo Isontino
San Lorenzo Isontino – miejscowość i gmina we Włoszech, w regionie Friuli-Wenecja Julijska, w prowincji Gorycja.
Według danych na rok 2004 gminę zamieszkiwało 1412 osób, 353 os./km².